# Tommy Hakin
John Thomas Hakin (17 tháng 10 năm 1882 – 1950) là một cầu thủ bóng đá người Anh thi đấu ở Football League cho Grimsby Town từ năm 1906 đến năm 1908. Là một inside left, ông gia nhập Grimsby từ câu lạc bộ của Midland League Mexborough Town. Khi rời câu lạc bộ, ông trải qua mùa giải 1908–09 thi đấu ở Southern League và Western League cho Plymouth Argyle, và sau đó thi đấu cho Portsmouth và Rotherham County.
Sau đó ông làm nghề chăm sóc cỏ ở Grimsby.